# Pratapa devadatta
Pratapa devadatta är en fjärilsart som beskrevs av Hans Fruhstorfer 1912. Pratapa devadatta ingår i släktet Pratapa och familjen juvelvingar. Inga underarter finns listade i Catalogue of Life.